# TMEM147
TMEM147 (англ. Transmembrane protein 147) – білок, який кодується однойменним геном, розташованим у людей на довгому плечі 19-ї хромосоми. Довжина поліпептидного ланцюга білка становить 224 амінокислот, а молекулярна маса — 25 261.
| 10         |  | 20         |  | 30         |  | 40         |  | 50         |
| ---------- |  | ---------- |  | ---------- |  | ---------- |  | ---------- |
| MTLFHFGNCF |  | ALAYFPYFIT |  | YKCSGLSEYN |  | AFWKCVQAGV |  | TYLFVQLCKM |
| LFLATFFPTW |  | EGGIYDFIGE |  | FMKASVDVAD |  | LIGLNLVMSR |  | NAGKGEYKIM |
| VAALGWATAE |  | LIMSRCIPLW |  | VGARGIEFDW |  | KYIQMSIDSN |  | ISLVHYIVAS |
| AQVWMITRYD |  | LYHTFRPAVL |  | LLMFLSVYKA |  | FVMETFVHLC |  | SLGSWAALLA |
| RAVVTGLLAL |  | STLALYVAVV |  | NVHS       |  |            |  |            |

A: Аланін

C: Цистеїн

D: Аспарагінова кислота

E: Глутамінова кислота

F: Фенілаланін

G: Гліцин

H: Гістидин

I: Ізолейцин

K: Лізин

L: Лейцин

M: Метіонін

N: Аспарагін

P: Пролін

Q: Глутамін

R: Аргінін

S: Серин

T: Треонін

V: Валін

W: Триптофан

Задіяний у такому біологічному процесі, як альтернативний сплайсинг. 
Локалізований у мембрані, ендоплазматичному ретикулумі.